# Tedania panis
Tedania panis är en svampdjursart som först beskrevs av Emil Selenka 1867.  Tedania panis ingår i släktet Tedania och familjen Tedaniidae. Inga underarter finns listade i Catalogue of Life.